# John Hall Gladstone

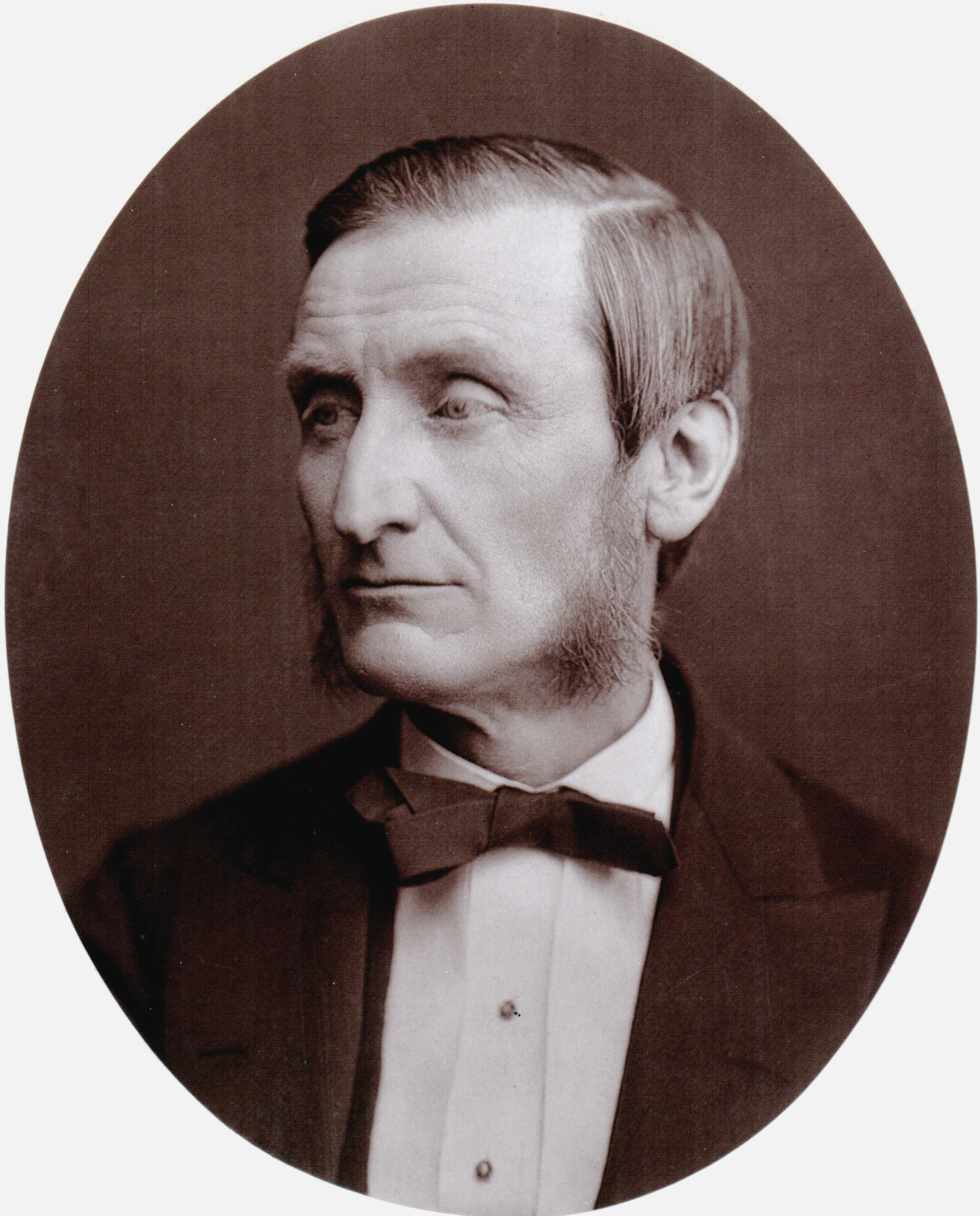
John Hall Gladstone.

John Hall Gladstone, född den 7 mars 1827, död den 6 oktober 1902, var en brittisk kemist.
Gladstone studerade vid University College London och vid universitetet i Gießen. År 1850 blev han docent i kemi vid St Thomas' Hospital och 1853 kallad till Fellow of the Royal Society. Gladstone var 1874–1877 Fullerian Professor of Chemistry vid Royal Institution, 1874–1876 president i Physical Society och 1877–1879 president i Chemical Society. År 1897 tilldelades han Davymedaljen.